# Hippeastrum forgetii
Hippeastrum forgetii är en amaryllisväxtart som beskrevs av Arthington Worsley. Hippeastrum forgetii ingår i släktet amaryllisar, och familjen amaryllisväxter. Inga underarter finns listade i Catalogue of Life.